# Bansuri
Bansuri är en indisk tvärflöjt, ofta gjord av bambu. Bansuri har sex eller sju hål. Enligt hinduisk tradition är det den flöjtspelande avataren Krishnas instrument.
Ibland binder man ihop två flöljter, den ena utan hål, och på så sätt kan får en ackompanjerande bordunton.